# Kyllinga pauciflora
Kyllinga pauciflora är en halvgräsart som beskrevs av Henry Nicholas Ridley. Kyllinga pauciflora ingår i släktet Kyllinga och familjen halvgräs. Inga underarter finns listade i Catalogue of Life.